# Keurhorsterkerk
De Keurhorsterkerk is een protestantse kerk in de Nederlandse plaats Sinderen. De kerk is gelegen ten noorden van de kern aan de straat richting Varsseveld. Reden dat de kerk niet in de kern is gelegen, heeft te maken met het feit dat de kerk als gereformeerde kerk werd opgezet. De afscheiding van 1834 gaf veel wrevel en voor de aankoop van grond voor een kerk bij Sinderen werden steeds hogere eisen gesteld. In 1842 was het uiteindelijk gelukt om een stuk land aan te kopen. Er wordt een kerk gebouwd, een van de eerste gereformeerde kerken uit de regio, met daarbij een pastorie. In 1884 wordt besloten om een grotere kerk te bouwen en daarvoor geld in te zamelen. Aangezien er vele bewoners uit het gebied geëmigreerd waren naar Noord-Amerika, gebeurde het dat er daarvandaan ook giften kwamen voor de nieuwbouw. In 1887 komt de kerk gereed.
De zaalkerk is gebouwd in neogotische stijl. Aan de straatzijde is een vierkante, stenen kerktoren gebouwd bestaande uit drie geledingen. De toren wordt bekroond met een ingesnoerde naaldspits. In de gevels zijn spitsboogvensters verwerkt.
De kerk is aangewezen als gemeentelijk monument.